# Syndroom van Frégoli
Het syndroom van Frégoli of de waan van Frégoli is een identificatiesyndroom, verwant aan agnosie en wanen. Wie aan het syndroom lijdt, heeft de bizarre opvatting dat verschillende mensen in werkelijkheid manifestaties van één persoon zijn. In de beleving van de patiënt past die persoon telkens zijn uiterlijk aan of gebruikt een vermomming. Dit kan de patiënt het paranoïde gevoel geven achtervolgd te worden. 
In beginsel is het syndroom geen echte waan, omdat de patiënt zich doorgaans realiseert dat zijn waarnemingen niet overeenkomen met de realiteit. Als gevolg van de stress kunnen zich er echter wel psychotische symptomen ontwikkelen. De aandoening kan ook een uiting van een breder ziektebeeld zijn, bijvoorbeeld schizofrenie.
Het syndroom werd in 1927 voor het eerst beschreven door P. Courbon en G. Fail (Syndrome d’illusion de Frégoli et schizophrénie). Ze bespraken hierin het geval van een 27-jarige vrouw die zich achtervolgd voelde door twee acteurs die ze vaak in het theater had gezien. Ze beschreef hoe deze acteurs het uiterlijk van haar bekenden aannamen om haar zo te kunnen volgen. 
De aandoening werd genoemd naar de Italiaanse acteur Leopoldo Fregoli, die aan het begin van de twintigste eeuw bekendstond om de grote snelheid waarmee hij van kostuum kon wisselen en de grote hoeveelheid personages die hij per voorstelling op het toneel wist te brengen.